# TJ Baník Důl Dukla Havířov - Suchá
TJ Baník Důl Dukla Havířov - Suchá (celým názvem: Tělovýchovná jednota Baník Důl Dukla Havířov - Suchá) byl československý klub ledního hokeje, který sídlil v Havířově (přesněji v Prostřední Suché) v Moravskoslezském kraji  . Po zániku sousedního klubu TJ Rudá hvězda Havířov v roce 1962, přešli hráči do TJ Baník Důl Dukla Havířov. Největším úspěchem tohoto klubu byla účast v sezoně 1963/1964 ve 2. československé hokejové lize. Po ukončení ročníku 1968/69 došlo k reorganizaci soutěží, ze Severomoravského krajského přeboru byl přemístěn do hokejové divize skupiny F. Před začátkem ročníku se však odhlásil ze soutěže a ukončil svou činnost.

## Přehled ligové účasti
Stručný přehled
Zdroj: 
- 1962–1963: Severomoravský krajský přebor (3. ligová úroveň v Československu)
- 1963–1964: 2. liga – sk. C (2. ligová úroveň v Československu)
- 1964–1969: Severomoravský krajský přebor (3. ligová úroveň v Československu)

Jednotlivé ročníky
Legenda: ZČ - základní část, červené podbarvení - sestup, zelené podbarvení - postup, fialové podbarvení - reorganizace, změna skupiny či soutěže
| Československo (1962 – 1969) |                                    |           |          |                                          |          |
| Sezóny                       | Soutěž                             | Úroveň    | ZČ       | Play-off, nadstavba, sk. o udržení...    | Poznámky |
| 1962/63                      | Severomoravský krajský přebor      | 3. úroveň | 1. místo | Kvalifikace o 2. ligu – sk. C (2. místo) | Postup   |
| 1963/64                      | 2. liga – sk. C                    | 2. úroveň | 8. místo |                                          | Sestup   |
| 1964/65                      | Severomoravský krajský přebor sk.? | 3. úroveň | 1. místo | Kvalifikace o 2. ligu – sk. C (4. místo) |          |
| 1965/66                      | Severomoravský krajský přebor      | 3. úroveň |          |                                          |          |
| 1966/67                      | Severomoravský krajský přebor      | 3. úroveň | 4. místo |                                          |          |
| 1967/68                      | Severomoravský krajský přebor      | 3. úroveň | 5. místo |                                          |          |
| 1968/69                      | Severomoravský krajský přebor      | 3. úroveň |          |                                          |          |